# Vos Iz Neias?
Vos Iz Neias? (v jidiš „Co je nového?“) je on-line zpravodajský server podávající zprávy o událostech ve světě ortodoxního judaismu, přičemž se zaměřuje se především na chasidy. Primárně pokrývá dění v Newyorské metropolitní oblasti a Izraeli. Vos Iz Neias? a jeho hlavní konkurent Yeshiva World News jsou hlavním zdrojem on-line zpráv pro americké ortodoxní Židy. 
Web je provozován čtyřmi anonymními ortodoxními Židy, dva z nich jsou Chasidé  Stránky se také staly zdrojem pro mainstreamová média, například New York Times, Daily News a New York Post.

## Rabínský zákaz
V měsíci Tevetu roku 5771 (prosinec 2010–leden 2011) byla vydána proti Vos Iz Neias? rabínská klatba. Byla podepsána několika charedskými rabíny, včetně Yaakova Perlowa, Malkiela Kotlera, Aarona Schechtera, Yeruchama Olshina, Shmuela Kamenetského a Matisyohu Salomona. 